# Fran Lhotka
Fran Lhotka, hrvaški skladatelj, glasbeni pisec in pedagog češkega rodu, * 25. december 1883, Mladá Vožice, Češka, † 26. januar 1962, Zagreb.

## Življenje
Glasbo je študiral na konservatoriju v Pragi, kjer je bil njegov učitelj Antonin Dvorak. Leta 1909 je prišel v Zagreb, kjer je živel in ustvarjal do svoje smrti. Sprva je deloval v zagrebški Operi, nato pa kot pedagog v Hrvaškem glasbenem zavodu. Vzgojil je veliko mlajših hrvaških skladateljev.
Tudi eden izmed njegovih sinov, Ivo Lhotka Kalinski, je bil skladatelj.

### Delo
Kot skladatelj je zasledoval zlasti nacionalno smer. Skladal je klavirske, vokalne in orkesterske skladbe, balete in opere. Njegovo najbolj poznano delo je balet Vrag na vasi, ki je bil krstno izveden 1935. leta v Zürichu. Postal je največkrat izvajano hrvaško baletno delo, saj je na repertoarju hrvaškega baleta v Zagrebu neprekinjeno od leta 1954. Koreografijo sta tedaj pripravila Pia in Pino Mlakar.
Njegova ostala dela so še baleta Lok in Balada o srednjeveški ljubezni ter operi Minka in Morje.